# Gerald Bullett
Gerald William Bullett, född 30 december 1893, död 3 januari 1958, var en brittisk författare.
Bullett föddes och växte upp i London men hade starka band till Midlands, föräldrarnas hembygd. Han deltog i första världskriget, studerade sedan i Cambridge och verkade som kritiker. Bullett utgav romaner, noveller, lyrik, litterära studier bland annat över Walt Whitman och antologier. Bland hans romaner märks The history of Egg Pandervil (1928), The Jury (1935, svensk översättning 1940), The snare of the fowler (1936), The bending sickle (1938), A man of forty (1940), When the cat's away (1940) och Judgment in suspence (1946). Bland hans diktsamlingar märks Poems in pencil (1937) och The golden year of Fan Cheng-Ta (1946).